# Nigel Rogers
Nigel David Rogers (ur. 21 marca 1935 w Wellington w hrabstwie Shropshire, zm. 19 stycznia 2022) – brytyjski śpiewak, tenor.

## Życiorys
Studiował w King’s College w Cambridge (1953–1956), w Rzymie (1959) i Mediolanie (1958–1959) oraz u Gerharda Hüscha w Hochschule für Musik w Monachium (1959–1964). W 1961 roku nawiązał współpracę z monachijskim zespołem Thomasa Binkleya Studio der frühen Musik, z którym dokonał wielu nagrań muzyki dawnej. W późniejszym okresie zajął się wykonawstwem i studiami nad muzyką baroku, ceniony był jako wykonawca głównych partii w dziełach Claudio Monteverdiego. W 1977 roku wystąpił na scenie Warszawskiej Opery Kameralnej w operze Georga Friedricha Händla Teseo. Od 1978 roku wykładał w Royal College of Music w Londynie. W 1979 roku założył własny zespół Chiaroscuro, specjalizujący się w wykonawstwie muzyki okresu baroku.
Współpracował m.in. z Jacobem Lindbergiem i Jordim Savallem. Dokonał licznych nagrań płytowych z utworami m.in. Johna Dowlanda, Claudio Monteverdiego, Heinricha Schütza, J.S. Bacha i Henry’ego Purcella.